# خلوة سنهرة
خلوة سنهرة إحدى قرى مركز طوخ التابع لمحافظة القليوبية بجمهورية مصر العربية.

## السكان
بلغ عدد سكان خلوة سنهرة 1,837 نسمة، حسب الإحصاء الرسمي لعام 2006.